# Спокойной ночи (Родина)
«Спокойной ночи» (англ. «Good Night») — десятый эпизод третьего сезона американского драматического телесериала «Родина», и 34-й во всём сериале. Премьера состоялась на канале Showtime 1 декабря 2013 года.

## Сюжет
По пути в командный центр, где они будут осуществлять надзор за миссией ЦРУ, Куинн (Руперт Френд) говорит Кэрри (Клэр Дэйнс), что он посмотрел её медицинскую карту, когда она была ранена, и знает, что она беременна. Он предполагает, что до конца миссии, Кэрри должна отсиживаться. Кэрри гневно реагирует, отрицая, что ребёнок от Броуди.
Солдаты спецназа привезли Броуди (Дэмиэн Льюис) в Ирак, недалеко от ирано-иракской границы, и они ждут наступления темноты. Три курдских полицейских приближаются к ним и задают вопросы, и не веря в их историю для прикрытия, они вытаскивают свои пистолеты. Лидер спецотряда, Азизи (Донни Кешаварц), говорит кодовое слово "доброй ночи", что сигнализирует солдатам убить полицейских. Видя насилие, Броуди становится страшно и он убегает, но Азизи заставляет его успокоиться.
За операцией следят в Белом доме Дар Адал и Майк Хиггинс, начальник Генерального штаба Белого дома. Хиггинс расстроен, что убиты двое полицейских, и приказывает, чтобы двоих людей, сенатора Локхарта (Трейси Леттс) и командира JSOC Билла Пфистера (Питер Брэдбери), прислали в комнату операций в качестве советников.
Азизи отвозит Броуди к границе, в то время как остальные отряды спецназа остаются. Прежде чем они доберутся, грузовик переезжает наземную мину, скорее всего ту, что осталась от ирано-иракской войны, и его разнесло пополам. Людей трясёт, и Азизи теряет левую ногу. Солдаты спецназа спешат на помощь. Взрыв привлекает курдских полицейских, которые начинают стрелять по группе.
Сол (Мэнди Патинкин), веря, что разведывательная миссия провалилась и теперь это военная операция, отдаёт командование Пфистеру и покидает комнату. Пфистер приказывает команде отступить и сворачиваться, и солдаты начинают отступать, но Броуди отказывается, планируя, вместо этого, мчаться к границе, в то время как пулемётный огонь продолжается вокруг них. Кэрри на связи и она просит его сдаться, но он настойчив. Один из солдатов, Турани (Джаред Уорд), решает подождать минуту и помочь Броуди, устраивая заградительный огонь. Как только Броуди готовится убежать, появляется иранская армия и захватывает их обоих. Броуди объявляет, что он является виновником взрыва в ЦРУ, и запрашивает убежища. Их двоих отводят в камеру.
Кэрри говорит Фаре (Назанин Бониади), что у них есть агент в Иране, который потерял их систему поддержки и его нужно будет забрать в точное время. Она спрашивает Фару, сможет ли её дядя в Иране предоставить явочную квартиру. Фара не хочет подвергать свою семью опасности.
Маджид Джавади (Шон Тоуб), теперь находящийся под шантажом ЦРУ, входит в камеру и готов взять Броуди в Тегеран. Броуди спрашивает, что произойдёт с Турани, и в этот момент, Джавади выстреливает Турани в голову.

## Производство
Режиссёром эпизода стал Кит Гордон, а сценарий к нему написали Александр Кэри и Шарлотта Стоудт.

## Реакция

### Рейтинги
Во время оригинального показа, эпизод посмотрели 2.06 миллионов зрителей, что сделало его самым высоким рейтингом сезона на сегодняшний день.